# Parc d'État Merrick
Le Parc d'État Merrick (en anglais : Merrick State Park) est une réserve naturelle située dans l'État du Wisconsin, aux États-Unis. Il a été baptisé en l'honneur de George Byron Merrick.
- Faune du parc : aigrettes, hérons, rats musqués, loutres.